# Deutsche Alpine Skimeisterschaften 2016
Die Deutschen Alpinen Skimeisterschaften 2016 fanden von 20. bis 23. März in Garmisch und von 1. bis 3. April in Todtnau statt. Die alpinen Skirennen waren zumeist international besetzt, um die Deutsche Meisterschaft fuhren jedoch nur die deutschen Teilnehmer.

## Herren

### Abfahrt
| Platz | Name                    | Zeit        |
| ----- | ----------------------- | ----------- |
| 01    | Klaus Brandner          | 1:02,24 min |
| 02    | Andreas Sander          | 1:02,25 min |
| 03    | Christof Brandner       | 1:02,58 min |
| 04    | Andrej Šporn (SLO)      | 1:02,67 min |
| 05    | Martin Čater (SLO)      | 1:02,71 min |
| 06    | Klemen Kosi (SLO)       | 1:02,80 min |
| 07    | Johannes Kröll (AUT)    | 1:02,83 min |
| 08    | Sven Hermann (SUI)      | 1:02,88 min |
| 09    | Matteo De Vettori (ITA) | 1:02,99 min |
| 010   | Fernando Schmed (SUI)   | 1:03,04 min |

Datum: 21. März 2016

Ort: Garmisch

Start: 1690 m, Ziel: 1188 m

Höhendifferenz: 502 m

Tore: 23

### Super-G
| Platz | Name                       | Zeit        |
| ----- | -------------------------- | ----------- |
| 01    | Klaus Brandner             | 1:08,87 min |
| 02    | Otmar Striedinger (AUT)    | 1:08,97 min |
| 03    | Marc Gisin (SUI)           | 1:08,99 min |
| 04    | Martin Čater (SLO)         | 1:09,22 min |
| 05    | Sebastian Arzt (AUT)       | 1:09,05 min |
| 06    | Johannes Kröll (AUT)       | 1:09,06 min |
| 07    | Andreas Sander             | 1:09,11 min |
| 08    | Christoph Krenn (AUT)      | 1:09,20 min |
| 09    | Niklas Köck (AUT)          | 1:09,27 min |
| 010   | Christopher Neumayer (AUT) | 1:09,34 min |
| 016   | Dominik Schwaiger          | 1:10,22 min |

Datum: 23. März 2016

Ort: Garmisch

Start: 1690 m, Ziel: 1188 m

Höhendifferenz: 502 m

Tore: 35

### Riesenslalom
| Platz | Name                   | Zeit        |
| ----- | ---------------------- | ----------- |
| 01    | Fabio Gstrein (AUT)    | 1:39,35 min |
| 02    | Daniel Meier (AUT)     | 1:39,44 min |
| 03    | Fritz Dopfer           | 1:40,55 min |
| 04    | Daniele Sorio (ITA)    | 1:40,61 min |
| 05    | Johannes Strolz (AUT)  | 1:40,66 min |
| 06    | Dominik Raschner (AUT) | 1:40,88 min |
| 07    | Žan Grosejlz (SLO)     | 1:40,97 min |
| 07    | Manuel Pleisch (SUI)   | 1:41,04 min |
| 09    | Alex Zingerle (ITA)    | 1:41,09 min |
| 010   | Linus Straßer          | 1:41,13 min |
| 012   | David Ketterer         | 1:41,39 min |

Datum: 3. April 2016

Ort: Todtnau

Start: 1345 m, Ziel: 1055 m

Höhendifferenz: 290 m

Tore 1. Lauf: 33, Tore 2. Lauf: 33

### Slalom
| Platz | Name                    | Zeit        |
| ----- | ----------------------- | ----------- |
| 01    | Johannes Strolz (AUT)   | 1:20,42 min |
| 02    | Fritz Dopfer            | 1:20,48 min |
| 03    | Dominik Stehle          | 1:20,73 min |
| 04    | Matthias Bruegger (SUI) | 1:20,79 min |
| 05    | Matej Vidović (CRO)     | 1:21,05 min |
| 06    | Paul Sauter             | 1:21,07 min |
|       | Dominik Raschner (AUT)  | 1:21,07 min |
| 08    | David Ketterer          | 1:21,26 min |
| 09    | Reto Schmidiger (SUI)   | 1:21,42 min |
| 010   | Sebastian Holzmann      | 1:21,68 min |

Datum: 2. April 2016

Ort: Todtnau

Start: 1340 m, Ziel: 1190 m

Höhendifferenz: 150 m

Tore 1. Lauf: 49, Tore 2. Lauf: 49

### Kombination
| Platz | Name                      | Zeit        |
| ----- | ------------------------- | ----------- |
| 01    | Klemen Kosi (SLO)         | 1:40,81 min |
| 02    | Andreas Sander            | 1:40,88 min |
| 03    | Martin Čater (SLO)        | 1:41,14 min |
| 04    | Dominik Schwaiger         | 1:41,25 min |
| 05    | Christof Brandner         | 1:41,30 min |
| 06    | Matteo De Vettori (ITA)   | 1:41,32 min |
| 07    | Niklas Köck (AUT)         | 1:41,65 min |
| 08    | Anton Tremmel             | 1:41,78 min |
| 09    | Michael Offenhauser (AUT) | 1:41,79 min |
| 010   | Alexander Köll (SWE)      | 1:42,20 min |

Datum: 22. März 2016

Ort: Garmisch

Start: 1690 m, Ziel: 1188 m (Abfahrt)

Höhendifferenz: 502 m  (Abfahrt)

Tore Abfahrt: 23, Tore Slalom: 49

## Damen

### Abfahrt
| Platz | Name                       | Zeit        |
| ----- | -------------------------- | ----------- |
| 01    | Kira Weidle                | 1:05,63 min |
| 02    | Maruša Ferk (SLO)          | 1:05,89 min |
| 03    | Meike Pfister              | 1:05,90 min |
| 04    | Ana Bucik (SLO)            | 1:05,94 min |
| 05    | Priska Nufer (SUI)         | 1:05,99 min |
| 06    | Klára Křížová (CZE)        | 1:06,06 min |
| 07    | Patrizia Dorsch            | 1:06,15 min |
| 08    | Katrin Hirtl-Stanggaßinger | 1:06,24 min |
| 09    | Mirena Küng (SUI)          | 1:06,27 min |
| 010   | Isabelle Lang              | 1:06,71 min |

Datum: 21. März 2016

Ort: Garmisch

Start: 1690 m, Ziel: 1188 m

Höhendifferenz: 502 m

Tore: 23

### Super-G
| Platz | Name                       | Zeit        |
| ----- | -------------------------- | ----------- |
| 01    | Ramona Siebenhofer (AUT)   | 1:10,90 min |
| 02    | Verena Stuffer (ITA)       | 1:11,27 min |
| 03    | Mirjam Puchner (AUT)       | 1:11,28 min |
| 04    | Ricarda Haaser (AUT)       | 1:11,37 min |
| 05    | Rosina Schneeberger (AUT)  | 1:11,66 min |
| 06    | Priska Nufer (SUI)         | 1:11,86 min |
| 07    | Maruša Ferk (SLO)          | 1:12,05 min |
| 08    | Joana Hählen (SUI)         | 1:12,11 min |
| 09    | Sabrina Maier (AUT)        | 1:12,26 min |
| 010   | Edit Miklós (HUN)          | 1:12,33 min |
| 014   | Susanne Weinbuchner        | 1:12,63 min |
| 015   | Meike Pfister              | 1:12,70 min |
| 018   | Katrin Hirtl-Stanggaßinger | 1:12,93 min |

Datum: 23. März 2016

Ort: Garmisch

Start: 1690 m, Ziel: 1188 m

Höhendifferenz: 502 m

Tore: 35

### Riesenslalom
| Platz | Name                       | Zeit        |
| ----- | -------------------------- | ----------- |
| 01    | Katrin Hirtl-Stanggaßinger | 1:45,36 min |
| 02    | Meike Pfister              | 1:45,41 min |
|       | Susanne Weinbuchner        | 1:45,41 min |
| 04    | Simona Hösl                | 1:45,60 min |
| 05    | Ronja Mayer                | 1:45,61 min |
| 06    | Lena Dürr                  | 1:45,63 min |
| 07    | Leona Popović (CRO)        | 1:45,72 min |
| 08    | Patrizia Dorsch            | 1:46,03 min |
| 09    | Kira Weidle                | 1:46,18 min |
| 010   | Martina Ostler             | 1:46,52 min |

Datum: 1. April 2016

Ort: Todtnau

Start: 1345 m, Ziel: 1040 m

Höhendifferenz: 305 m

Tore 1. Lauf: 36, Tore 2. Lauf: 36 

### Slalom
| Platz | Name                  | Zeit        |
| ----- | --------------------- | ----------- |
| 01    | Lena Dürr             | 1:28,18 min |
| 02    | Susanne Weinbuchner   | 1:28,80 min |
| 03    | Tanja Schwitter (SUI) | 1:29,77 min |
| 04    | Martina Ostler        | 1:30,08 min |
| 05    | Michelle Basler (SUI) | 1:30,22 min |
| 06    | Julia Pronnet         | 1:30,52 min |
| 07    | Andrea Filser         | 1:30,62 min |
| 08    | Katharina Ostler      | 1:31,70 min |
| 09    | Christiane Winkler    | 1:32,16 min |
| 010   | Melissa Schobert      | 1:34,16 min |

Datum: 2. April 2016

Ort: Todtnau

Start: 1340 m, Ziel: 1190 m

Höhendifferenz: 150 m

Tore 1. Lauf: 49, Tore 2. Lauf: 49

### Kombination
| Platz | Name                       | Zeit        |
| ----- | -------------------------- | ----------- |
| 01    | Ana Bucik (SLO)            | 1:44,92 min |
| 02    | Patrizia Dorsch            | 1:45,84 min |
| 03    | Kira Weidle                | 1:45,87 min |
| 04    | Katrin Hirtl-Stanggaßinger | 1:45,97 min |
| 05    | Klára Křížová (CZE)        | 1:46,52 min |
| 06    | Isabelle Lang              | 1:46,70 min |
| 07    | Simona Hösl                | 1:46,93 min |
| 08    | Priska Nufer (SUI)         | 1:46,95 min |
| 09    | Andrea Filser              | 1:48,07 min |
| 010   | Katharina Ostler           | 1:48,71 min |

Datum: 22. März 2016

Ort: Garmisch

Start: 1690 m, Ziel: 1188 m (Abfahrt)

Höhendifferenz: 502 m (Abfahrt)

Tore Abfahrt: 23, Tore Slalom: 49